# Ideeënbus

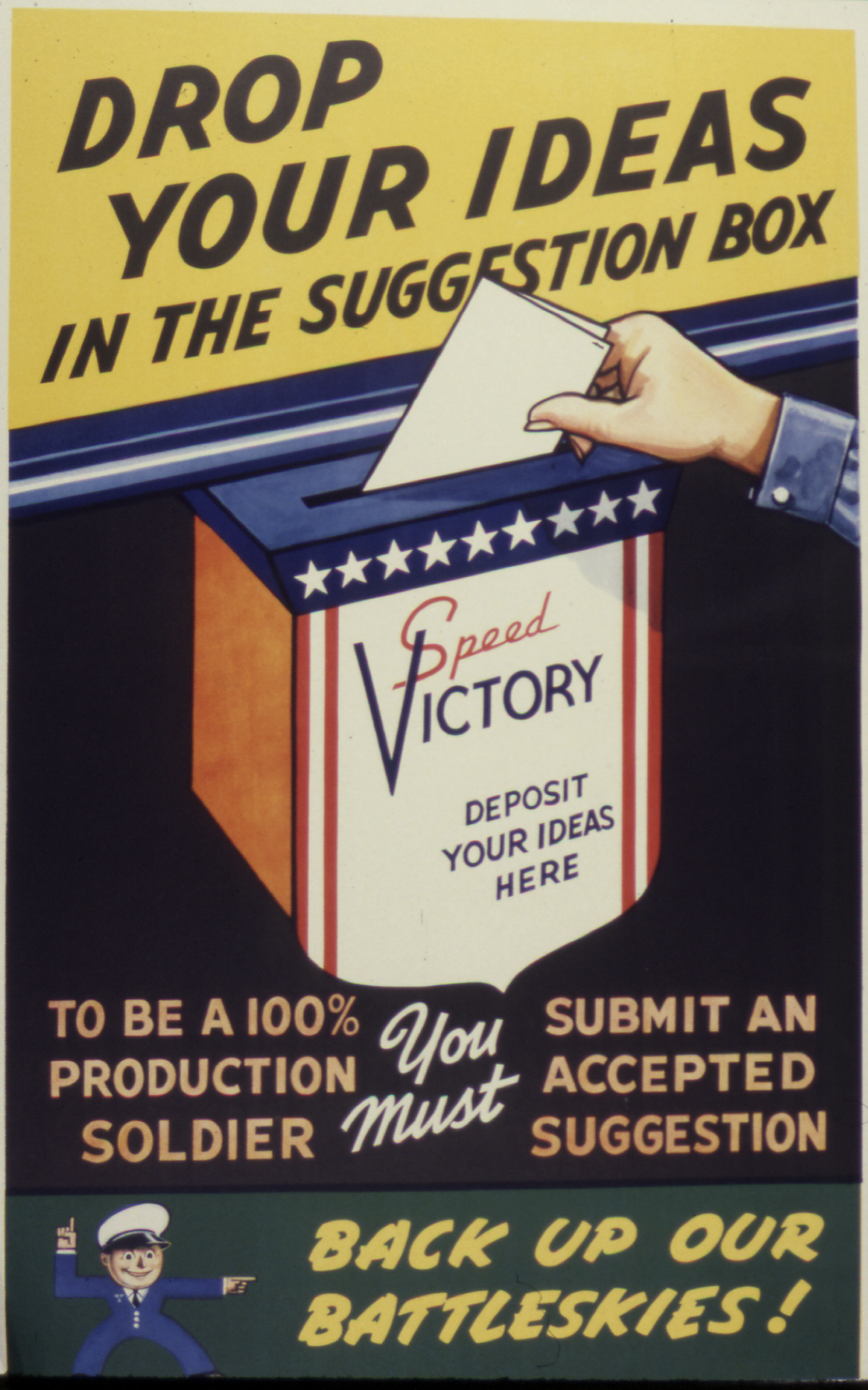
Ideeënbus

Een ideeënbus is een plek waar mensen suggesties, plannen, voorstellen of ideeën kunnen deponeren. Van oorsprong gaat het om een brievenbus, soms is er een vakje aan de bus bevestigd waarin zich formulieren bevinden die men gemakkelijk kan invullen; en dan is er ook wel een potlood of ander schrijfgerei aanwezig.
Een ideeënbus kan nog steeds in fysieke vorm een box zijn waar men een papier met voorstellen of ideeën in kan achterlaten, maar bestaat tegenwoordig ook in virtuele vorm: bijvoorbeeld als forum of andere mogelijkheid tot commentaar op het internet.
Bij grotere bedrijven heeft de ideeënbus een postadres, men kan een idee dus per interne of externe post naar de ideeënbus sturen.

## Doelstelling
Veel organisaties hebben een ideeënbus. De doelstelling is doorgaans om bepaalde processen of structuren binnen de organisatie te verbeteren. Er kan ook een algemener doelstelling zijn: de klant, bezoeker of belangstellende beter te leren kennen, en eventueel beter te kunnen inspelen op de wensen of interesses die bij die klant blijken te leven.
Op die manier de ideeënbus een van de instrumenten waarmee de organisatie zich op de hoogte kan stellen van de respons van de doelgroep.
Wordt een idee toegepast, dan kan de inzender van het idee daarvoor een beloning krijgen.
Het komt wel eens voor dat een idee wordt afgekeurd maar enige tijd later, misschien als iemand anders met hetzelfde idee komt, toch wordt toegepast. In dat geval kan de eerste inzender alsnog aanspraak maken op de beloning.

## Voordelen
Kritiek of wensen kunnen uiteraard ook van persoon tot persoon worden geuit. De ideeënbus heeft echter enkele voordelen.
- Anonimiteit Doordat er (doorgaans) de mogelijkheid is de ideeën anoniem te uiten, zal degene die dat doet, vrijer zijn in zijn uitspraken. De onmiddellijke confrontatie ontbreekt immers, en het is niet nodig sociaal gewenste, of al te besmuikte, commentaar te geven. 
Bij een tastbaar aanwezige ideeënbus dient de anonimiteit natuurlijk gewaarborgd te zijn, doordat de bus op slot is.
- Communicatie op afstand Van de ideeën kan kennis worden genomen door die medewerkers van de organisatie die in rechtstreeks contact staan met hen die de ideeën opperen. Maar van de suggesties kan ook kennis worden genomen door medewerkers in het "back office" — bijvoorbeeld superieuren, of diegenen die het beleid bepalen zonder het direct zelf uit te voeren. Hoewel zij niet rechtstreeks worden geconfronteerd met wat er bij de doelgroep leeft, geeft de ideeënbus hun toch inzicht. Service, diensten en producten kunnen aldus verbeterd worden.

## Nadelen
- Degene die een idee aanlevert weet niet of er iets met zijn idee gedaan wordt, omdat (zeker bij fysieke ideeënbussen) het idee meestal door personen buiten zijn of haar communicatiekring wordt gelezen, en er geen directe communicatie plaatsvindt.
- Anonimiteit kan er toe leiden dat de idee-aandragers niet persoonlijk gesproken kunnen worden om hun idee nader toe te lichten of ze er voor te bedanken.
- Tussen de aangeleverde ideeën kunnen onzinsuggesties voorkomen, waardoor het uitwerken van aangeleverde ideeën tijdrovend, frustrerend, of procesverstorend kan uitpakken. De ontvanger neemt dit bijkomende nadeel voor lief. Niettemin komt het voor dat een ideeënbus wordt verwijderd als ze alleen negatief of zelfs vandalistisch commentaar oplevert.